# سونن أمبل
أحمد رحمة الله أو رادين رحمة (804 - 886 هـ) المشهور بلقب سونن أمبل (بالإندونيسية: Sunan Ampel)‏ شيخ وداعية من دعاة الإسلام في القرن التاسع الهجري في مدينة سورابايا بمقاطعة جاوة الشرقية وأحد الأولياء التسعة المشهورين بالدعوة الإسلامية في إندونيسيا. قام ببناء مسجد أمبل الذي يعد أقدم مساجد جاوة الشرقية. كما أنه ساهم في قيام ودعم أول مملكة إسلامية (سلطنة ديماك) في جزيرة جاوة بقيادة السلطان رادين فتاح [الإندونيسية].

## نسبه
أحمد رحمة الله بن إبراهيم أسمورو بن جمال الدين الحسين بن أحمد بن عبد الله عظمة خان بن عبد الملك بن علوي عم الفقيه المقدم بن محمد صاحب مرباط بن علي خالع قسم بن علوي بن محمد بن علوي بن عبيد الله بن أحمد المهاجر بن عيسى بن محمد النقيب بن علي العريضي بن جعفر الصادق بن محمد الباقر بن علي زين العابدين بن الحسين السبط بن علي بن أبي طالب، وعلي زوج فاطمة بنت محمد ﷺ.
فهو الحفيد 21 لرسول الله محمد ﷺ في سلسلة نسبه.